# Frognerseteren
 (mars 2023).
Si vous disposez d'ouvrages ou d'articles de référence ou si vous connaissez des sites web de qualité traitant du thème abordé ici, merci de compléter l'article en donnant les références utiles à sa vérifiabilité et en les liant à la section « Notes et références ».
Frognerseteren est un quartier d'Oslo, en Norvège, situé dans la région forestière de Nordmarka. C'est un point de départ populaire pour la randonnée pédestre et le ski dans la capitale norvégienne.
La gare de Frognerseteren est la station terminus de la ligne Holmenkollen du métro d'Oslo (ligne 1).